# Marcelino Hevia
Marcelino Hevia (25 de enero de 1973, Sotrondio, Asturias) es un piloto español de rallyes.

## Biografía
Debuta en 1997 en el Campeonato de España de Rallyes de asfalto, en el Rally Sierra Morena  obteniendo esa temporada la victoria en los Ctos. de Asturias y España Junior y abandonando la competición a final de temporada por falta de presupuesto. Retorna a la competición en 2001 con un FIAT Punto HGT con el que disputa solo dos pruebas tras un fuerte accidente en el Rally de Torrelavega que le mantiene apartado hasta final de año cuando reaparece con un Mitsubishi Evo V. En 2002  disputa el Nacional de Montaña, logrando el título en la categoría de grupo N que revalidaría en 2004 con un BMW M3 tras permanecer inactivo en 2003. Tras otro paréntesis retorna en 2006 al Nacional y Regional Asturiano de Rallyes y 2006 cierra su mejor temporada, erigiéndose como Campeón de Asturias de Rallyes con un Fiat Punto S1600, con el que también disputó el nacional de rallyes de asfalto, yendo de menos a más a lo largo de todo el año, destacando el 4º puesto obtenido en el rallye Príncipe de Asturias de ese año.
En la temporada 2007 participa encuadrado en una estructura semioficial de FIAT- Red de Concesionarios en el Campeonato de España de Rallyes de 2007 a bordo de un Fiat Grande Punto S2000. Vence en el Rallye de Aviles, no acabando en ninguna otra prueba a causa de salidas de carretera o averías pese a llegar a liderar varias de  ellas. Esta temporada, que a la postre sería la de su retirada,  estuvo condicionada por una grave enfermedad que le llevó a pasar por el quirófano al principio de la misma y de nuevo en el mes de octubre y que determinó su abandono definitivo de la competición a final de año.
En la temporada 2012 vuelve a la competición a los mandos de un Mitsubishi Evo X Gr.N, disputando la primera carrera en la Subida a Santo Emiliano.

## Palmarés
- 1997 - Campeón de España de Montaña "Júnior", Campeón de Asturias Júnior y vencedor del Desafío Peugeot-Trofeo Auto Nalón (Peugeot 106 Rallye 1.6).
- 2002 - Campeón de España de Montaña Grupo N (Mitsubishi Lancer Evo V).
- 2004 - Campeón de España de Montaña Grupo N (BMW M3 3.2).
- 2006 - Campeón de Asturias de rallyes (Fiat Punto S1600).
  - 6º S1600 del Campeonato de España de rallyes.
  - 8º general del Campeonato de España de rallyes.
  - 13º general de la Copa de Europa de rallyes Suroeste.
- 2007 - Piloto privado Fiat (Fiat Grande Punto S2000) en el nacional de asfalto.